# Edward Leask
Edward Leask (Portsmouth, 18 de mayo de 1947) es un deportista británico que compitió en vela en la clase Flying Dutchman. Ganó una medalla de plata en el Campeonato Mundial de Flying Dutchman de 1970.

## Palmarés internacional
| Campeonato Mundial | Campeonato Mundial   | Campeonato Mundial | Campeonato Mundial |
| Año                | Lugar                | Medalla            | Clase              |
| ------------------ | -------------------- | ------------------ | ------------------ |
| 1970               | Adelaida (Australia) | Medalla de plata   | Flying Dutchman    |